# The Astounding She-Monster
The Astounding She-Monster es una película de terror y ciencia ficción en blanco y negro de 1958 protagonizada por Robert Clarke y dirigida, coescrita y producida por Ronnie Ashcroft para Hollywood International Productions. La película se centra en un geólogo, una banda que ha secuestrado a una rica heredera y su encuentro con una bella pero mortal extraterrestre que se ha estrellado en la Tierra. En el Reino Unido, se estrenó como The Mysterious Invader. La película se estrenó en los cines estadounidenses el 26 de enero de 1958 por American International Pictures en una programa doble con  The Viking Women and the Sea Serpent de Roger Corman.

## Trama
En el espacio exterior, hay un planeta donde un consejo cósmico, preocupado por las actuaciones destructivas de los habitantes de la Tierra, teme que esta pueda poner en peligro el equilibrio del universo. Debido a esto, deciden contactar con la Tierra.
En Estados Unidos, los gánsteres Nat Burdell y Brad Conley secuestran a la adinerada socialité Margaret Chaffee y, acompañados por la pistolera Esther Malone, se dirigen a las montañas de San Gabriel para esperar el rescate que han exigido al padre de Chaffee. Esa noche, el geólogo Dick Cutler observa lo que cree que es un meteorito estrellarse en el bosque. Pero no ve que del humo del impacto surge una extraterrestre rubia y brillante con un mono ajustado que puede matar con el tacto.
Los gánsteres se esconden en la cabaña de Cutler, al que intimidan a punta de pistola. Cuando la extraterrestre se asoma por una ventana, Burdell le ordena a Conley que vaya tras ella, pero la extraterrestre toca y mata a Conley; sus disparos no tienen ningún efecto sobre ella. Luego Burdell sale y se topa con la extraña. Aunque sus disparos también son ineficaces, la extraterrestre se aleja hacia atrás, lo que permite que Burdell recupere el cuerpo de Conley. De vuelta en la cabaña, Cutler dice que Conley murió por "envenenamiento por radio" y que al cargar su cuerpo, Burdell tomó una dosis potencialmente letal de radio y necesita ir a un médico antes de morir.
Burdell decide que deben huir en la noche, aunque tendrán que recorrer un peligroso camino de montaña en el jeep sin faros de Cutler. Antes de que puedan irse, la extraterrestre rompe la ventana de la cabaña. Todo el mundo corre hacia afuera, pero la extraterrestre atrapa a Malone y la mata. Cuando intenta agarrar a Burdell, él la esquiva rápidamente y ella cae por un terraplén. Burdell cree erróneamente que está muerta. Cutler y Chaffee ya han regresado corriendo a la cabaña. Burdell exige que se vayan de inmediato. Pero mientras se alejan, la extraterrestre los detiene y mata a Burdell.
Con todos los gánsteres muertos, Cutler y Chaffee corren nuevamente a la cabaña. Cutler especula que el cuerpo de la extraterrestre está hecho de radio y platino, que la protege de la atmósfera de la Tierra y de su propia radioactividad. Así que mezcla una solución ácida que la matará. Cuando ella entra a la cabaña, él le arroja la botella de ácido. La alienígena muere y se desintegra.
Sin embargo, el relicario que llevaba al cuello no sufre daños. Cutler encuentra dentro una nota, escrita en inglés, del "Maestro del Consejo de Planetas de la Galaxia". Es una invitación a la Tierra para unirse al Consejo. Cutler ahora se da cuenta de que la extraterrestre era una emisaria pacífica que mató sólo en defensa propia. Chaffee dice que el Consejo, con su "sabiduría superior", seguramente comprenderá que su naturaleza humana les hizo temer a la extraterrestre y que sin duda se enviará otro emisario. Cutler está de acuerdo, aunque pregunta retóricamente: "¿Pero vendrá a traernos buena voluntad o simplemente a vengar su muerte?"

## Reparto
- Robert Clarke como Dick Cutler
- Kenne Duncan como Nat Burdell
- Marilyn Harvey como Margaret Chaffee
- Jeanne Tatum como Esther Malone
- Shirley Kilpatrick como La Extraterrestre
- Ewing Miles Brown como Brad Conley (acreditado como Ewing Brown)
- Al Avalon como presentador de noticias de radio (sin acreditar)
- Scott Douglas como narrador (sin acreditar)

## Producción
La película fue elegida para su distribución por American International Pictures (AIP) y proyectada como la mitad de uno de sus programas de doble función. Ed Wood fue un "consultor" no oficial de la película. Ashcroft y Wood se conocían, ya que Ashcroft había sido asistente de dirección en Night of the Ghouls de Wood. Los títulos provisionales de The Astounding She-Monster fueron Naked Invader y The Astounding She Creature. Naked Invader fue descartada "para complacer a la censura" y la película se convirtió en The Astounding She-Monster.

Se utilizaron pocas localizaciones para la película. El crítico Bill Warren señala que las tomas interiores se realizaron "en una pobre cabaña de montaña" y las exteriores "en unos bosques cercanos y transitados". El Parque Nacional Frazier, en las afueras de Los Ángeles; el Parque Griffith en Los Ángeles; y los Estudios Larchmont en Hollywood se mencionan como las localizaciones específicas.
Según el American Film Institute (AFI), The Astounding She-Monster se planeó originalmente como una producción de 50.000 dólares con un programa de rodaje de siete días. Pero el crítico de cine Bryan Senn escribe que la película en realidad sólo costó 18.000 dólares y fue vendida a AIP por 60.000 dólares. Warren afirma que la película se completó en tan solo cuatro días y que los costos se minimizaron gracias a factores como tener un editor no acreditado trabajando "en la sala de Ashcroft". La Base de Datos de Películas de Internet (IMDb) identifica al editor no acreditado como el propio Ashcroft.
El programa de rodaje de cuatro días tuvo un efecto inesperado en Kilpatrick, una modelo pin up. El primer día de rodaje, la parte de atrás de su traje ceñido se abrió cuando se inclinó. Sin tiempo para reparaciones, se le indicó, durante el resto de la película, que caminara hacia atrás para salir de todas las escenas en las que había entrado hacia adelante. Según Clarke, «Shirley tenía un trasero y un pecho grandes. Como actriz, no hacía mucho y no tenía por qué hacerlo. Tenía todo lo demás a su favor».
Los salarios de los actores eran razonables, según Clarke, quien declaró al crítico de cine Tom Weaver en una entrevista: «Ashcroft me pagaba 500 dólares a la semana, lo cual me pareció un buen salario para este tipo de película, y me prometió el 4% de su participación como productor. Gracias a su honestidad e integridad, durante los siguientes dieciocho meses, aproximadamente, ¡gané un par de miles de dólares!». Clarke también comentó que «en la película se utilizó un equipo muy reducido: un jefe de iluminación, un ayudante, un camarógrafo y un técnico de sonido». Aún así, Clarke parecía no estar satisfecho con el producto final. El crítico Mark Thomas McGee lo cita diciendo: "Era una especie de basura. Ciertamente no podría estar muy orgulloso de haber estado en ella".
La mayoría de las copias de la película tienen derechos de autor de 1957. Sin embargo, la película no obtuvo derechos de autor formales hasta el 7 de enero de 1985, cuando fue registrada como propiedad intelectual por Ronnie Ashcroft Productions.

## Estreno

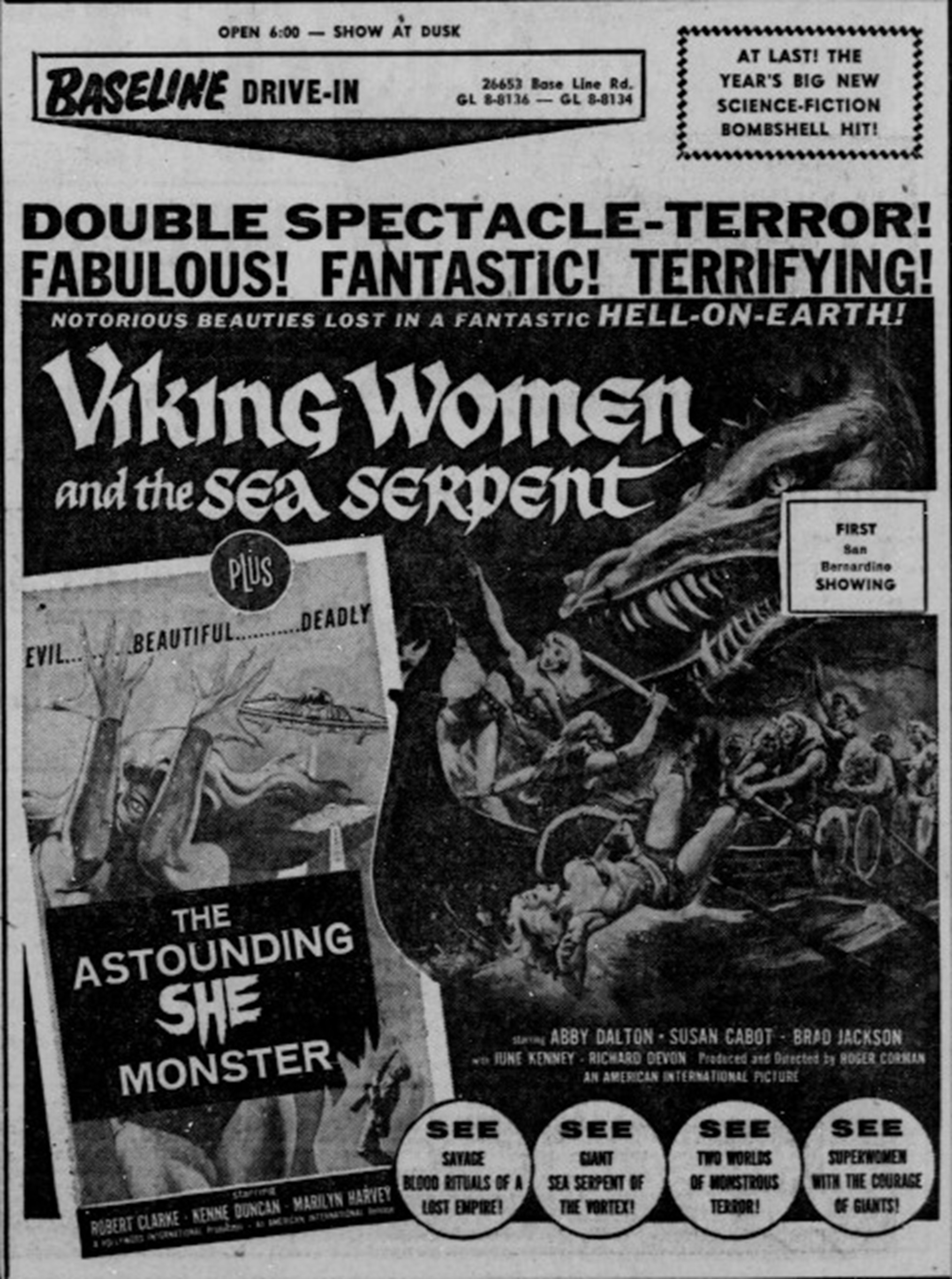
Anuncio de un autocine de 1958 de The Astounding She-Monster y The Viking Women and the Sea Serpent.

The Astounding She-Monster se estrenó en los cines estadounidenses el 26 de enero de 1958 por American International Pictures en un programa doble con The Viking Women and the Sea Serpent de Roger Corman.
Cuando la película se estrenó en el Reino Unido, bajo el título The Mysterious Invader, fue distribuida por Anglo-Amalgamated. La Junta Británica de Censores Cinematográficos (BBFC) le otorgó un certificado A el 31 de marzo de 1958. El certificado A significaba que la película se consideraba "más apropiada para adultos" que para niños, pero a diferencia de muchas películas estadounidenses que se proyectaron en Gran Bretaña en ese momento, no se cortó nada. También se estrenó en Italia (como Lei, il Monstro) y México (como Invasora de Júpiter), aunque en fechas no especificadas.

La película permaneció en circulación en los cines nacionales durante varios años, como era habitual en las producciones de serie B. Por ejemplo, un anuncio en un periódico de Maryland de 1962 muestra que The Astounding She-Monster era la última película de un "Giant Horror Show" de cuatro funciones en el New Albert Theater de Baltimore. Las tres primeras películas fueron Un cubo de sangre, El ataque de las sanguijuelas gigantes y El ataque de los títeres.
En televisión, se mostraron fragmentos de la película en el documental hecho para televisión Bride of Monster Mania, que fue presentado por Elvira y se mostró poco antes del Halloween de 2000 en AMC. La película completa se mostró como un episodio de la serie de televisión Pale Moonlight Theater el 19 de enero de 2015.   
The Astounding She-Monster ha tenido un amplio lanzamiento en formato doméstico, con al menos 12 distribuidores manejando la película a lo largo de los años. Wade Williams Productions tuvo el primer lanzamiento mundial de la película en todos los medios en 1987. En Estados Unidos, Englewood Entertainment fue la primera en lanzar la película en VHS y el primer DVD fue lanzado por Image Entertainment en 2000.

## Recepción
Tal vez porque The Astounding She-Monster fue un segundo largometraje de bajo presupuesto en una programación doble, es difícil encontrar reseñas contemporáneas sobre ella. Warren reproduce en su libro partes de dos reseñas de la época en que la película se proyectaba en los cines. Señala que mientras The Monthly Film Bulletin le dio a la película su calificación más baja y la llamó una "contribución débil y ridícula a la biblioteca de ciencia ficción, con un guion débil y malas actuaciones", The Motion Picture Herald le dio una calificación "regular" y dijo en su reseña que "el efecto general es el de un melodrama satisfactorio".
A los críticos más recientes parece desagradarles casi todo lo relacionado con la película. El crítico Paul Meehan escribe: «No hay absolutamente nada sorprendente en The Astounding She-Monster, salvo su asombrosamente mala calidad. El director Ashcroft emplea planos generales estáticos en la mayoría de las escenas, con poca edición dinámica para animar la acción. La actuación y el guion son mediocres, y si bien la femme fatale alienígena podría haberse convertido en un personaje intrigante y complejo, queda muda y reducida a una cifra homicida».
Además de describir la película como una "pequeña película aburrida y deprimente", Warren detesta la narración, calificándola de "siniestra" y "ominosa", y afirma que "simplemente sirve para ralentizar el ritmo lento, generando una frustración exasperante en quienes la observan". Además, señala que revelar al final de la película que la alienígena era en realidad una emisaria pacífica no encaja bien con la narrativa. "No aporta nada a la película y, en cambio, solo pone de relieve toda la podredumbre de la cinta, especialmente la hipocresía de los realizadores, lo que hace que la película parezca mucho más desagradable que las películas de principios de los años cincuenta, incluida El fantasma del espacio, que por lo demás es similar".
Senn no está de acuerdo con la forma de exposición en la pantalla. A lo largo de la película, la dirección de Ashcroft se mantiene plana, ya que rara vez mueve la cámara y no utiliza ángulos ni configuraciones mínimamente interesantes. Lo considera un ejemplo de la teoría cinematográfica sin presupuesto, que hace que The Astounding She-Monster sea aburrida y tediosa, ya que los distintos actores deambulan por el mismo bosque, utilizando las mismas configuraciones de cámara.
Para el crítico británico Phil Hardy, «el único punto de interés en esta película torpemente dirigida y tonta es su actitud misógina hacia las mujeres, al asociar la belleza femenina con el mal y la independencia poco convencional con el miedo masculino a la castración. Este punto es aún más contundente por estar expresado de forma tan inconsciente en el rígido guion de [Frank] Hall».
El crítico Gus Barsanti, después de describir a la antagonista como "una mujer fatal alienígena muy alta, con tacones altos, con un obligatorio traje espacial ajustado y cejas muy aterradoras", dice que la película es para "conocedores de películas realmente malas; todos los demás deben acercarse con precaución".
Sin embargo, el sorprendente cartel del estreno en cines de The Astounding She-Monster fue seleccionado para una exposición de 35 "carteles visualmente impactantes" para películas de serie B en la Universidad de Binghamton. La exposición estuvo abierta durante mayo y junio de 2016.